# فريد فتى
فريد فتى من مواليد 1965 هو أخصائي أمراض الدم / الأورام اللبناني السابق المولد وهو العقل المدبر المقبول لواحدة من أكبر عمليات الاحتيال في مجال الرعاية الصحية في التاريخ الأمريكي. وكان صاحب ميشيغان أمراض الدم والأورام (M H O)، واحدة من أكبر ممارسات السرطان في ميشيغان. تم إلقاء القبض عليه في عام 2013 بتهمة وصف العلاج الكيميائي للمرضى الذين كانوا إما بصحة جيدة أو الذين لم تضمن حالتهم العلاج الكيميائي، ثم قدم 34 مليون دولار كرسوم احتيالية إلى مديكير وشركات التأمين الصحي الخاصة على مدى فترة لا تقل عن ست سنوات. وقد أقر بأنه مذنب في عام 2014 بتهمة الاحتيال على الرعاية الصحية، والتآمر لدفع وتلقي رشاوى، وغسل الأموال. في 10 يوليو 2015، حُكم عليه بالسجن 45 عامًا في السجن الفيدرالي.

## النشأة والمهنية
ولد فريد فتى في لبنان عام 1965 لعائلة ملكية كاثوليكية. بعد حصوله على شهادة الطب هناك عام 1992، هاجر إلى الولايات المتحدة لبدء مسيرته الطبية. وخدم الإقامة في المركز الطبي موسى بن ميمون في بروكلين 1993-1996. من 1996 إلى 1999، كان زميلًا في أمراض الدم والأورام في مركز ميموريال سلون كيترينج للسرطان في مانهاتن. وكان طبيبا حاضرا في مركز G e i s i n g e r الطبي في دانفيل، بنسلفانيا من 2000 إلى 2003.
قام بالخروج من تلقاء نفسه في عام 2003، وفتح ميشيغان أمراض الدم والأورام (M H O) في روتشستر هيلز ، ميشيغان. على مدار العقد المقبل، نمت إلى سبعة مواقع تقع في جميع أنحاء مترو ديترويت - في روتشستر هيلز، بلومفيلد هيلز، كلاركستون، سترلنج هايتس، تروي، لابير وأوك بارك. أصبح مواطنًا أمريكيًا متجنسًا في أبريل 2009.
شركة فاتا متخصصة في علاج سرطان الدم. كان يمتلك مختبره الخاص والصيدلية ومعالجة الإشعاع. في ذروته، كان يعالج 17000 مريض في عياداته. اكتسب سمعة طيبة كأحد أفضل خبراء السرطان في مترو ديترويت. كان معروفًا بنهجه العدواني، الذي أعطى جرعات أعلى من الأدوية الكيماوية بشكل متكرر أكثر - وهو بروتوكول أطلق عليه «البروتوكول الأوروبي».
ساعدت زوجة فاطمة، سمر، في إدارة الجانب التجاري لممارسته بصفته الرئيس التنفيذي والمدير المالي لشركاته. عادت إلى لبنان بعد اعتقال زوجها. طلقوا منذ ذلك الحين.

## كشف الغش
ظهرت المخاوف بشأن فتى في أوائل عام 2007، عندما رفعت Maggie Dorsey دعوى على فتى بسبب سوء التصرف. لقد تم تشخيص إصابتها بالسرطان في عام 2004، وأصبح من الصعب عليها المشي لمدة سبعة أشهر. علمت أنها لم تكن مصابة بالسرطان. تم تسوية القضية خارج المحكمة في عام 2009. في عام 2010، ذهبت الممرضة المخضرمة في علم الأورام أنجيلا سوانتك إلى M H O لإجراء مقابلة، لكنها فوجئت برؤية الممارسات التي أخبرتها أن تجربتها «خاطئة تمامًا». لقد اعتقدت أن فتى كان يضخ المرضى بالعقاقير بشكل خاص لفاتورة تأمينهم للحصول على المزيد من المال - وهو سيناريو احتيال كلاسيكي. اشتكت إلى سلطات الدولة، لكنها لم تتلق أي رد حتى عام 2011، عندما حصلت على رسالة نموذجية تفيد بعدم وجود دليل يدعم التحقيق.
في عام 2013، قامت فاتا بتشخيص مونيكا فلاج البالغة من العمر 54 عامًا مع المايلوما المتعددة - وهي حالة تتطلب حياة كيماوية لها كي تتاح لها فرصة البقاء على قيد الحياة. في 1 يوليو، بعد ساعات من الجولة الأولى من العلاج الكيميائي، كسرت ساقها في مكانين. كانت فاطمة في إجازة في لبنان في ذلك الوقت. أحد الأطباء في M H O ، S o e M a u n g l a y ، رآها في المستشفى في ذلك اليوم، وذهلت لرؤية أن قراءاتها كانت طبيعية تمامًا. على حد تعبيره، يمكنه أن يقول «بمجرد النظر إلى الرسم البياني» أن أرقام فلاج لم تكن متسقة مع مريض السرطان النشط.
في اليوم التالي، ذهب مونجلاي إلى عيادة فاتا واستعرض سجلات فلاج، ولم يجد شيئًا في نتائج اختبار فلاج يمكن أن يبرر نظامًا للعلاج الكيميائي. وقال في وقت لاحق لصحيفة ديترويت نيوز أن المايلوما يمكن أن تبدأ بتغييرات طفيفة في كيمياء الدم - وهي صغيرة بما يكفي بحيث يمكن للطبيب غير أمين استخدام العلاج الكيميائي لتجنب الكشف. وقدر أنه لو رأت طبيبة أخرى فلاج في غضون شهرين، فقد بدت وكأنها في مغفرة. كان يعتقد أيضًا أنه نظرًا لأن فلاج كان أكثر صحة على الورق من مريض المايلوما النموذجي، فستستمر مدفوعات التأمين في التدفق إلى فاتا لبقية حياته. ذهبت مونجلاي لرؤية فلاج في اليوم التالي، وأخبرتها أنها لم تكن مصابة بالسرطان. كما نصحها بإحضار سجلاتها على الفور والعثور على طبيب آخر، ويجب عليها ألا تعود إلى فاتا مرة أخرى.
كان من المقرر أن يغادر مونجلاي M H O في الشهر التالي بعد اصابة فاتا بالكلام عن تسجيل العيادة في برنامج الجودة المهنية. ومع ذلك، بعد اكتشاف أنه يتم علاج امرأة تتمتع بصحة جيدة بالعلاج الكيميائي، شعر أنه بحاجة إلى إيقاف فتى. ومع إدراكه أن قضية فلاغ، على الرغم من كونها فظيعة، لن تكون كافية لإغلاق فاتا، فقد كان بحاجة إلى العثور على مزيد من الأدلة على سوء السلوك. قام مونجلاي بالتحقيق في سجلات المرضى في M H O ، ووجد حالات عديدة من السلوك غير الأخلاقي وغير القانوني المحتمل. على سبيل المثال، كانت فتى تعالج العديد من المرضى الذين يعانون من الغلوبولين المناعي الوريدي ، وهو دواء يهدف إلى علاج المرضى الذين يعانون من قصور المناعة المناعي المحدد، عندما لا يوجد أساس طبي واضح لذلك. أقنع مونغلاي ممرضة وممرضة بمواجهة فاطمة. عندما وافق فتى على الحد من استخدام الغلوبولين المناعي الوريدي ، اعتقد M a u n g l a y أن هذا كان دليلًا إضافيًا على أن فتى كان عملية احتيال. وقال للأخبار إن الطبيب الصادق لن يقطع بروتوكوله أبدًا بسبب اعتراضات الموظفين والطبيب فقط. في 16 يوليو - في نفس اليوم الذي علم فيه أن فتى أوقف علاجات الغلوبولين المناعي الوريدي، أخذ مونجلاي شكوكه إلى مدير المكتب جورج كارادشه.
لم يصدق كرادشة مونجلاي في البداية، لأنه كان يعلم أن مونجلاي كان يغادر في أغسطس. ومع ذلك، أشار كارادشه إلى أن العديد من الممرضات وغيرهن قد أعربن عن قلقهن من نظام فاتا العدواني. وقد اقترح مونجلاي أيضًا على وجه التحديد أن يتحقق كارادشه من استخدام فتى لـ الغلوبولين المناعي الوريدي. طلبت كرادشة ممرضة وأكدت تقرير مونجلاي السابق؛ معظم المرضى الذين عولجوا بـ الغلوبولين المناعي الوريدي لم يتأهلوا لذلك. عرف كرادشة كيف كانت رائحة الغش في مجال الرعاية الصحية؛ لقد كشف عن عملية احتيال في عيادة ديترويت في عام 1996. أخذ النتائج التي توصل إليها إلى مكتب ديترويت التابع لمكتب التحقيقات الفيدرالي ورفع دعوى قضائية ضد فاتا، M H O والعديد من الكيانات ذات الصلة بموجب قانون المطالبات الكاذبة في 5 أغسطس؛ وبالتالي كان يحق له الحصول على مكافأة مالية كبيرة. وقال مونجلاي إن كارادشه قام «بخدمة رائعة» بسبب تجربته السابقة في اكتشاف الاحتيال. قُبض على فاتا في اليوم التالي بتهمة الاحتيال على الرعاية الصحية.

### اتهام
احتفظ فتى في الأصل بسندات بقيمة 170,000 دولار، ولكن بعد أن وجدت السلطات الفيدرالية أدلة على أن فتى وزوجته كانا يملكان أصولًا بقيمة 9 ملايين دولار لم يتم الاستيلاء عليها وقلقان من أن ارتفاع السيولة في هذه الأصول يمكن أن يجعله يمثل خطرًا كبيرًا على الرحلة، فقد أقنعا القاضي الفيدرالي Sean Cox لرفع سنداته إلى 9 ملايين دولار. وقد احتُجز في السجن بانتظار المحاكمة؛ لو تم إطلاق سراحه، لكان قد حُبس في منزله في بلدة أوكلاند وحُرم من ممارسة الطب.
جمع المحققون الفيدراليون أدلة على أن فاتا تخويف أو خدع 553 شخصًا للحصول على علاجات كيميائية لا يحتاجونها، تاركًا لشركات التأمين الخاصة بالمرضى وشركة Medicare عالقة بمبلغ 34 مليون دولار في مطالبات احتيالية وغير ضرورية. ووجدوا أيضًا أن فاتا أخذ عمولات من اثنين من المستشفيات المحلية، وسكب عائدات التأمين والرعاية الطبية الخاصة في منشأة اختبار التشخيص الخاصة به، حيث أمر بإجراء اختبارات تشخيصية غير ضرورية. على أساس هذه النتائج، فازت باربرا مكواد، محامية الولايات المتحدة للمنطقة الشرقية في ميشيغان، بسلسلة من لوائح الاتهام الملغاة ضد فاتا. لقد توجوا بتوجيه 23 لائحة اتهام لفاطمة بتهمة الاحتيال في مجال الرعاية الصحية، والتآمر لأخذ وتلقي رشاوى، وغسل الأموال، والتجنس غير القانوني. تمت إضافة التهمة الأخيرة لأن M c Q u a d e زعم أن فاتا أخفي مدى احتياله من سلطات الهجرة عندما تقدم بطلب للحصول على الجنسية. إذا أدين بكل التهم، فقد واجه فاتا عقوبة أقصاها 175 عامًا في السجن، بالإضافة إلى احتمال إلغاء التجنس.

### إقرار بالذنب
في مواجهة احتمال بقاءه في السجن وإمكانية ترحيله إلى لبنان، أقر فاتا بأنه مذنب أمام القاضي الفيدرالي بول بورمان في 20 سبتمبر 2014. وقد أقر بأنه مذنب في 13 تهمة تتعلق بالاحتيال على الرعاية الصحية، وتهمة واحدة من المؤامرة لدفع وتلقي رشاوى، واثنين من تهم غسل الأموال. في المقابل، أسقطت رسوم الهجرة. ومع ذلك، سعى M c Q u a d e إلى أقصى عقوبة ممكنة من السجن 175 سنة. جادل مكتبها بأن فظاعة جرائم فاتا تفوق بكثير تلك التي ارتكبها برنارد مادوف، وندد بها بأنه «أكثر المحتالين فظاعة في تاريخ هذا البلد» 

### الحكم
بدأت جلسة النطق بالحكم في فاتا في 3 يوليو 2015. في الجلسة، كشف العشرات من ضحايا فتى كيف أضرتهم العلاجات الكيماوية غير الضرورية. على سبيل المثال، فقد روبرت سوبيراي كل أسنانه تقريبًا بعد تشخيصه زوراً بسرطان الدم، ولا يزال يعاني من الوخز بالإبر. فقدت باتي هيستر جزءًا كبيرًا من شعرها بعد إخبارها كاذبة بأنها مصابة بأمراض خلل التنسج النخاعي، كما أن الضغط الناتج عن اكتشاف خداع فاتا أعطاها ضغط دم مرتفع. قالت مريضة أخرى، «سي سي»، إنها بسبب 177 علاجًا كيماويًا غير ضروري، كانت تعاني من مشاكل في المثانة والأمعاء والكليتين خطيرة جدًا لدرجة أنها لم تعد قادرة على أداء المهام الأساسية.
في 10 يوليو 2015، خاطبت فاتا المحكمة لأول مرة. وقال إنه «يشعر بالخجل الشديد» من سلوكه، واعترف بالاستسلام للسعي «التدمير الذاتي» للسلطة والثروة. كان بورمان غير متأثر، وحكم على فاتا بالسجن لمدة 45 عامًا، قائلًا إن فاتا قد ارتكب جرائم «ضخمة مروعة». الجملة التي فرضها بورمان هي بالكاد ربع ما سعى إليه المدعون العامون، واعتبرها العديد من ضحايا الفاتا غير كافية. ومع ذلك، في عمر فاتا، من المحتمل جدًا أن يموت في السجن. شكرت مكواد علنا مونجلاي وكرادشه على فضح ما وصفته بأنه «أخطر قضية احتيال في تاريخ البلاد». تواجه فاتا أيضًا دعاوى مدنية لا تعد ولا تحصى. أعلن كرادشة في يناير 2016 أنه وصل إلى تسوية بقيمة 1.7 مليون دولار. مونجلاي، الذي لم يرفع دعوى، لن يأخذ أي مكافأة مالية.
يقضي فاتا، سجين المكتب الفيدرالي للسجون 48860-039، مدة عقوبته في مؤسسة الإصلاحيات الفيدرالية، وليامزبرغ في سالترز، ساوث كارولينا . سيكون أول إصدار ممكن له هو 19 أكتوبر 2052، عندما يبلغ من العمر 87 عامًا.
طلب فاتا أن يتم رفض إقراره بالذنب في مايو 2018. ويستند ادعاءه إلى أنه تلقى مشورة قانونية سيئة أدت إلى إقراره بالذنب وأنه حافظ على براءته دائمًا، على الرغم من اعترافه بالذنب أثناء جلسة النطق بالحكم. صرح في التقديم «لم تكن نداءاتي بالذنب نتيجة لكوني مذنبًا فعليًا. منذ اليوم الأول وحتى الآن، حافظت على براءتي بشكل ثابت». Baldas، Tresa (22 مايو 2018). "Cancer doctor: I was duped into guilty plea, toss my conviction". مؤرشف من الأصل في 2019-04-23. اطلع عليه بتاريخ 2018-07-21.

## آخر
ظهرت قصة فاتا في برنامج الجريمة American Greed في سبتمبر 2016 كجزء من الموسم 10، الحلقة 18. غطت حلقة 2018 من W h i s t l e b l o w e r قضية فتى مع التركيز على أدوار K a r a d s h e h ومونغلاي في كشف الاحتيال.